# Norah Lange

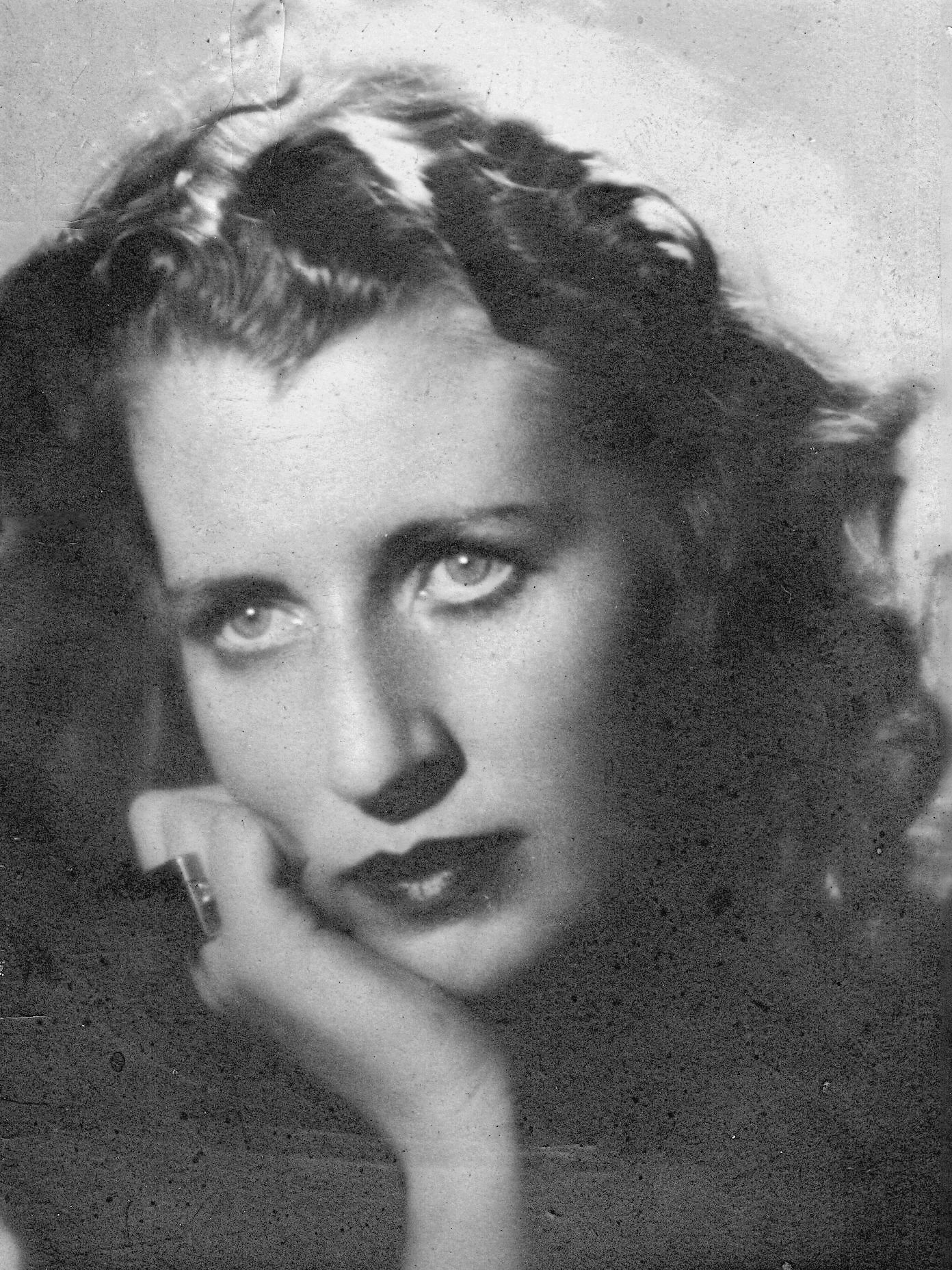
Norah Lange

Norah Lange (eigentlich: Berta Nora Lange Erfjord, * 23. Oktober 1905 in Buenos Aires; † 4. August 1972 in Buenos Aires) war eine argentinische Schriftstellerin.

## Leben
Norah Lange wurde als vierte Tochter eines norwegischen Ingenieurs, Gunardo Anfin Lange, und einer irisch-norwegischen Mutter, Berta Erfjord, in Buenos Aires geboren, und zwar im Stadtviertel Villa Mazzini, in einem Haus der Calle Tronador, Nr. 1746, Ecke La Pampa. Sie verbrachte aber ihre Kindheit in Mendoza, wohin ihr Vater Ende des Jahres 1910 versetzt worden war. Er baute unter anderem Deiche, erforschte den Río Pilcomayo (weswegen man ihn scherzhaft „Livingstone des Pilcomayo“ nannte) und verfasste Ende des 19. Jahrhunderts mehrere Fachbücher.
Nach dem Tod des Vaters 1915 kehrte die Familie nach Buenos Aires zurück, wo sie im Stadtviertel Belgrano lebten, in einem Haus, das schon damals für den Salon ihrer Mutter mit seinen literarischen Zusammenkünften berühmt war (unter den Gästen befanden sich der junge Borges, Horacio Quiroga, Alfonsina Storni und Leopoldo Marechal). Jeden Samstagabend wurden dort Gedichte rezitiert, man diskutierte über kulturelle Themen und tanzte sogar Tango. Durch diese familiären Kontakte fühlte sich auch Norah schon als junges Mädchen zur Poesie hingezogen, und sie nahm an den frühen avantgardistischen Bewegungen der 1920er Jahre in Argentinien aktiv teil. Zusammen mit Borges gründete sie die Zeitschrift Prisma (1922) und danach Proa; 1924 erschien die erste Nummer des Martín Fierro mit dem berühmten Manifest von Oliverio Girondo, der später Norah Langes Lebensgefährte werden sollte: Nach langem informellen Zusammenleben heirateten sie 1943 und blieben bis zum Tod Oliverios 1967 ein bekanntes Künstlerpaar, für das Enrique Molina den Ausdruck „Noraliverio“ prägte. 
Girondo war nicht nur ihr Liebhaber und Ehemann, sondern auf literarischem Gebiet auch ihr Lehrer: Er „zwang“ sie zu einem sehr fleißigen und methodischen Arbeiten und „korrigierte“ ihre orthographischen und sonstigen Eigenwilligkeiten. Die Zeitschrift wandte sich gegen Symbolismus und Modernismo; Norah Lange galt in diesen Kreisen als „Muse“ des Ultraísmo, wie es in dem berühmten Satz von Néstor Ibarra zum Ausdruck kam: „Der Ultraísmo brauchte eine Frau und bekam sie in Gestalt von Norah“. Auch in den zeitgenössischen Anthologien war sie meist als einzige Frau vertreten. Sie bildete das Zentrum einer Bohème-Szene in Buenos Aires und war unter anderem befreundet mit Pablo Neruda und Federico García Lorca. Unter der Martín-Fierro-Gruppe war sie sehr angesehen und beliebt, bei diversen Anlässen hielt sie launige Reden ab, wobei sie oft in Verkleidungen auftrat (z. B. als Seejungfrau, Oliverio als Kapitän). Diese Reden sammelte sie später und publizierte sie 1968 in dem Sammelband Estimados congéneres.
Borges schrieb das Vorwort zu ihrem ersten Gedichtband La calle de la tarde (1925) und lobte darin die Klarheit ihrer Lyrik. 1926 veröffentlichte sie ihren ersten Roman, Voz de la vida. 1928, mit 23 Jahren, unternahm Norah eine Reise nach Norwegen in einem Frachtschiff zusammen mit 30 Matrosen; diese Erfahrung verarbeitete sie in ihrem Roman 45 días y treinta marineros.
Später arbeitete sie als Übersetzerin, „leaving the writing to Oliverio“; seit dem schweren Unfall von Girondo 1961 wirkte sie als seine Krankenpflegerin, sie gab 1968 seine gesammelten Werke heraus und stiftete auch den Premio Oliverio Girondo. Das Haus in der Calle Suipacha 1444 überließ sie dem Museo Fernández Blanco. Norah Lange starb am 4. August 1972 – fünf Jahre nach dem Tod ihres Ehemannes.

## Werk
Oft kennt man Norah Lange weniger wegen ihres eigenen Schreibens, sondern wegen ihres extravaganten, rebellischen Lebensstils und als rothaarige, exzentrische Gefährtin von Oliverio Girondo. Sie war jedoch eine bedeutende Lyrikerin und Prosaschriftstellerin; ihre Romane, insbesondere Cuadernos de infancia, hatten für die Prosa in etwa die Bedeutung wie Alfonsina Stornis Gedichte für die Lyrik, indem sie Tabus brachen, die bis dahin Frauen das Anrühren bestimmter Themen, vor allem erotischer Art, verwehrten.

### Gesamtausgabe
- Obras completas. Rosario (Argentina): Beatriz Viterbo, Ed. al ciudado de Adriana Astutti. Band 1: 2005 ISBN 950-845-155-6; Band 2: 2006. ISBN 950-845-176-9.

### Lyrik
- La calle de la tarde. Buenos Aires: Samet Librero Editor, 1925 (mit Vorwort von Borges)
- Los días y las noches. Buenos Aires: Sociedad de Publicaciones El Inca, 1926
- El rumbo de la rosa. Buenos Aires: Tor, 1930

### Romane
- Voz de vida. Buenos Aires: Proa, 1927
- 45 días y treinta marineros. Buenos Aires: Tor, 1933.
  - Deutsche Ausgabe: 45 Tage und 30 Matrosen. Aus dem argentinischen Spanisch und mit einem Nachwort von Inka Marter. Lilienfeldiana Bd. 13. Lilienfeld Verlag, Düsseldorf 2023, ISBN 978-3-940357-24-3.
- Cuadernos de infancia. Buenos Aires: Losada, 1937. Neuere Ausgabe: 1995. ISBN 950-03-0079-6.
  - Deutsche Ausgabe: Kindheitshefte. Aus dem argentinischen Spanisch und mit einer Vorstellung der Autorin von Inka Marter sowie einem Nachwort von María Cecilia Barbetta. Lilienfeldiana Bd. 8. Lilienfeld Verlag, Düsseldorf 2010, ISBN 978-3-940357-19-9.
- Antes que mueran. Buenos Aires:Losada, 1944
- Personas en la sala. Buenos Aires: Losada, 1950
- Los dos retratos. Buenos Aires: Losada, 1956.

### Reden
- Estimados congéneres. Buenos Aires: Losada, 1968 (Erstveröffentlichung 1942)

## Preise und Auszeichnungen
- 1938 Premio Municipal für Cuadernos de infancia
- 1959 Premio de Honor der Sociedad de Escritores Argentinos (SADE)

## Rezeption
Zum (fiktiven) 100. Geburtstag der Autorin wurde im Jahr 2006 in Buenos Aires eine Hommage an Norah Lange abgehalten; ihre Gesammelten Werke, darunter ein bisher unveröffentlichter Roman, El cuarto de vidrio, wurden 2005/06 beim Verlag Beatriz Viterbo veröffentlicht, mit einer Einleitung von César Aira und einem Vorwort von Sylvia Molloy.